# 商戦

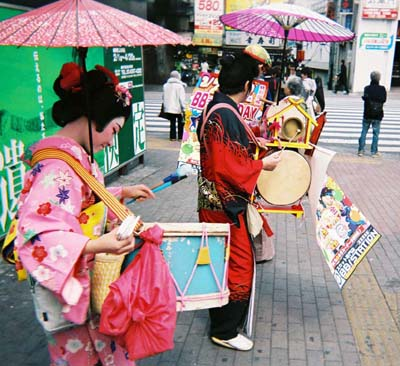
チンドン屋

商戦（しょうせん、商売合戦）とは、商売上の競争のこと。商品やサービスがよく売れる時期に企業が新製品を発売するなどして利益の拡大を図ること。代表的なものとしてボーナス商戦（夏、冬）、クリスマス商戦（歳末商戦）、お盆商戦などがある。

## 工夫
商戦を盛り上げるため、各種の工夫が行われることがある。
- 商品券の販売
- 風船の配布
- 福引
- 福袋
- ポイントアップキャンペーン
- チンドン屋などによる街頭での宣伝